# Steve Lillywhite
Stephen Lillywhite (Egham, Inglaterra, 1955) es un productor discográfico inglés ganador de varios premios Grammy. Desde que comenzó su carrera en 1977, Lillywhite ha sido acreditado en más de quinientos grabaciones y ha colaborado con una variedad de músicos incluyendo U2, The Killers, The Rolling Stones, Dave Matthews Band, Peter Gabriel, Talking Heads, Morrissey, The Pogues, David Byrne, XTC, Siouxsie And The Banshees, Simple Minds, Tino Casal, The Psychedelic Furs, Beady Eye, Phish, Juanes, Counting Crows & 30 Seconds To Mars. Ha ganado numerosos premios Grammy incluyendo Productor del Año en 2006.

## Inicios de su carrera
Lillywhite entró en la industria de la música en 1972, cuando trabajó como operador de cinta para Polygram. Su primer éxito comercial fue con Siouxsie And The Banshees en 1978, gracias a la producción de su primer sencillo, "Hong Kong Garden".

### Primeros años
Lillywhite entró en la industria musical en 1972, cuando trabajó como operador de cinta para PolyGram. Produjo una maqueta para Ultravox, lo que hizo que les ofrecieran un contrato de grabación con Island Records. Lillywhite no tardó en incorporarse a Island como productor en plantilla, donde trabajó con muchos de los principales músicos de la nueva ola, incluida la banda de su hermano, The Members, y el guitarrista Johnny Thunders, para quien produjo un álbum en solitario, So Alone. Su primer éxito comercial llegó en agosto de 1978 como productor de "Hong Kong Garden", el primer sencillo de Siouxsie and the Banshees que alcanzó el número 7 en la lista de singles del Reino Unido. Pronto fue contratado para producir el álbum de debut de Siouxsie and the Banshees, The Scream, que obtuvo la certificación de plata en el Reino Unido. También produjo "Ku Klux Klan", el primer sencillo que Steel Pulse publicó en Island Records en 1978. En 1979, consiguió dos éxitos para Virgin Records con The Members: el himno de Surrey "Sound of the Suburbs" y el clásico del reggae de protesta "Offshore Banking Business". Lillywhite, junto con el ingeniero Hugh Padgham, comenzó a trabajar con la banda XTC en junio y julio de 1979 en los estudios Townhouse de Londres para Virgin Records. El álbum resultante, Drums and Wires, salió a la venta el 17 de agosto de 1979 y "Making Plans for Nigel", el sencillo extraído del álbum, alcanzó el puesto 17 en la lista de singles del Reino Unido en otoño de ese año. 

### 1980s
En febrero de 1980, se publicó el álbum debut de los Psychedelic Furs, producido por Lillywhite. También produjo el tercer álbum en solitario de Peter Gabriel, aclamado por la crítica, Peter Gabriel (también conocido como III o Melt), que se publicó en mayo de 1980 y encabezó la lista de álbumes del Reino Unido. Durante la grabación del álbum, Lillywhite fue pionero (junto con Gabriel y el ingeniero Hugh Padgham) en el sonido de reverberación de la batería, que se convirtió en un sello distintivo de la carrera en solitario de Phil Collins. Más adelante, ese mismo año, se publicó Boy, el álbum debut de U2, producido por Lillywhite. La colaboración de Lillywhite con U2 continuó con los álbumes October y War. A continuación, produjo trabajos de Bruce Foxton (de The Jam), Big Country, XTC, The Chameleons Toyah, Talking Heads, Eddie and the Hot Rods, Morrissey, The Rolling Stones y el álbum Shine de la ex vocalista de ABBA Anni-Frid Lyngstad. Lillywhite también fue contratado por Rush para producir su álbum de 1984, Grace Under Pressure, pero, para su frustración, se retiró del proyecto para trabajar con Simple Minds. Alex Lifeson, Geddy Lee y Neil Peart se refirieron a Lillywhite como un hombre sin palabra por no cumplir con lo que ya estaba programado.
En 1987, Lillywhite trabajó con los Pogues, produciendo "Fairytale of New York". Su mujer, Kirsty MacColl, puso la voz principal femenina a la canción, que se convirtió en el mayor éxito del grupo. El sencillo estuvo a punto de convertirse en el número uno de las Navidades en el Reino Unido, pero aun así fue uno de los discos más vendidos ese año, y ha vuelto con frecuencia a las listas navideñas. MacColl también aportó voces adicionales durante la producción de Lillywhite del último álbum de los Talking Heads, Naked, de 1988.
La canción "Cotton Fields", del álbum Peace and Love de los Pogues de 1989 (también producido por Lillywhite), incluye una referencia a la "mezcla de borrachos de Steve Lillywhite".    

### 1990s
Durante la década de 1990, Lillywhite produjo los álbumes multiplatino Under the Table and Dreaming, Crash y Before These Crowded Streets de la Dave Matthews Band. En 1991, siguió produciendo a Morrissey y coprodujo las canciones de Achtung Baby de U2, trabajando junto a Brian Eno, Daniel Lanois y Flood. Ese mismo año volvió a Dublín para producir el álbum de debut de Engine Alley, titulado A Sonic Holiday, y Kirsty MacColl volvió a poner voz, esta vez para el sencillo "Song for Someone". También produjo los álbumes de Travis y el debut (y único álbum) de The La's. En 1996, produjo Billy Breathes de Phish, y volvió a producir Joy en 2009.

### 2000s
En 2000, Lillywhite fue despedido del cuarto álbum de la Dave Matthews Band después de que los miembros de la banda alegaran diferencias creativas. En 2001, varias de sus grabaciones aparecieron en un álbum de contrabando, conocido ahora como The Lillywhite Sessions; muchas de las canciones de esas grabaciones aparecieron más tarde, en el álbum Busted Stuff de la Dave Matthews Band. Los temas inacabados aparecieron en Internet, y la mayoría de los temas se volvieron a grabar, sin Lillywhite, con Stephen Harris como la opción preferida por la banda.
En 2002, el jefe de Universal Music Group, Lucian Grainge, invitó a Lillywhite a convertirse en director general. Lillywhite fichó al cantautor Darius Danesh y fue productor ejecutivo de su álbum de debut, Dive In, que generó tres éxitos en el Top 10 y el primer número uno de Mercury Records en dieciocho años. También contrató a Razorlight y produjo el álbum de Jason Mraz Mr. 
En septiembre de 2005, Lillywhite se incorporó a Columbia Records como vicepresidente senior de A&R. Durante su mandato fichó a MGMT. Dejó la discográfica a finales de 2006. Lillywhite obtuvo consecutivamente el premio Grammy al disco del año con "Beautiful Day" y "Walk On" de U2. En 2006, Lillywhite ganó otros tres Grammys: Productor del Año (no clásico), Mejor Álbum de Rock también con How to Dismantle an Atomic Bomb de U2; y una victoria parcial por Álbum del Año, también por How to Dismantle an Atomic Bomb.  
A finales de 2006, trabajó con Chris Cornell en su álbum Carry On, y también produjo dos canciones del álbum de Switchfoot, Oh! Gravity. En febrero de 2007, Lillywhite comenzó a trabajar con Crowded House en temas para Time on Earth, el primer álbum de estudio de la banda en catorce años. La mayor parte del álbum fue producida por Ethan Johns, pero Lillywhite produjo cuatro canciones con la formación de gira completa, incluyendo al nuevo baterista Matt Sherrod, así como al guitarrista invitado de estudio Johnny Marr. El siguiente proyecto de Lillywhite fue trabajar con Matchbox Twenty en un EP que comprendía una parte de Exile on Mainstream, un álbum de dos discos que entró en las listas estadounidenses en el número 3 y en las australianas en el número 1. En 2008, Lillywhite volvió a trabajar junto a Brian Eno y Daniel Lanois en No Line on the Horizon de U2. También trabajó en Approaching Normal, de Blue October, y volvió a unirse a Flood para trabajar con Thirty Seconds to Mars en This Is War.